# 愛島丘陵
愛島丘陵（めでしまきゅうりょう）は、宮城県名取市にある丘陵である。名取平野（仙台平野）に向かって東へ突き出している。丘陵西側の幅は狭く、東部に向かって幅が広がる、棍棒あるいはマラカスのような形状を呈している。標高は40メートル前後である。

## 地理
丘陵の東端上には複数の前方後方墳が集中する飯野坂古墳群や東北地方最大の前方後円墳である雷神山古墳などの多数の古墳が残っている。現在では、丘陵の一部に住宅地が造成され、主に仙台市のベッドタウンとして機能している。また、宮城県立がんセンターや仙台高等専門学校名取キャンパス（旧宮城工業高等専門学校）などがある。東北本線や国道4号はこの丘陵を迂回するように東側を通っている。
縄文海進時にはこの丘陵の付近まで太平洋が入り込み、南側に潟湖が形成されていたと考えられており、丘陵上には大木戸貝塚を初めとするいくつもの貝塚が見られる。また、波の侵食によって丘陵東端が直線的な海食崖となり、さらに丘陵東端に接して浜堤が約5000年前から4500年前（5000 - 450014C BP）に南北に形成された。浜堤は仙台湾に面する仙台平野でよく発達しているが、この浜堤は仙台平野において最も古い部類の「第Ⅰ浜堤列」の1つであり、標高は1.9メートル程である。